# الجرة (قرية)
الجرة إحدى قرى المملكة العربية السعودية في الباحة.